# Marma skjutfält
Marma skjutfält med Marma läger är ett av Försvarsmaktens skjutfält och ligger söder om tätorten Marma i Älvkarleby kommun samt även del i Tierps kommun i Uppsala län.

## Historik
Marma skjutfält är ett militärt övningsområde som invigdes den 19 augusti 1881 i närheten av tätorten Marma. Övningsplatsen ligger tre mil söder om Gävle, i Uppsala län nära gränsen till Gävleborgs län. Skjutfältet tillhörde åren 1880–1963 Svea artilleriregemente (A 1). När Svea artilleriregemente flyttade till Linköpings garnison övergick förvaltningen av fältet till infanteriet och dåvarande Hälsinge regemente (I 14), som fram till 1997 fanns i Gävle då det avvecklades. Upplands flygflottilj (F 16) i Uppsala blev då ny huvudman fram till flottiljens nedläggning. Sedan den 1 januari 2004 förvaltar Livgardet skjutfältet. 

## Verksamhet
Skjutfältets västra del ligger i Älvkarleby kommun och dess östra del i Tierps kommun, kommungränsen går i stort sett rakt igenom skjutfältet. I princip hela skjutfältet omfattas sedan 1 april 2004 av Natura 2000, vilket motsvarar en yta på cirka 2 069 hektar, där 1 564 hektar utgörs av skogsmark och 505 hektar av öppen mark. Skjutfältet är vidare uppdelat i två delar, lägerområde och skjutfältsområde. Heden på Marma skjutfält var 1951 cirka 157 hektar stor och bestod till 22 hektar (14%) av sandmarker och till 135 hektar (86%) av rismarker.
Skjutfältet är anpassat med dess yta och infrastruktur för samövning med större förbandsenheter från kompani och uppåt. Övningsfältet är fortfarande aktivt och under övning och avlysning skyddsobjekt i syfte att skydda allmänheten från fara. Fältet används i huvudsak av Försvarsmaktens förband från östra Sverige, där Livgardet (LG) och Luftstridsskolan (LSS) är huvudaktörer. Men även förband ur Mellersta militärregionen, Ledningsregementet (LedR), Försvarsmaktens hundtjänstenhet samt enheter ur Polisen utbildas på skjutfältet.

### Marma läger
Vissa byggnader i Marma läger är mycket vackra och kulturhistoriskt intressanta. Särskilt intressanta är officerspaviljongen från 1885 och underofficerspaviljongen från 1892, ritade av Hjalmar och Axel Kumlien. Vissa byggnader inom Marma läger har under senare tid rustats, främst utvändigt och är sedan 1995 förklarat som statligt byggnadsminne.

## Galleri

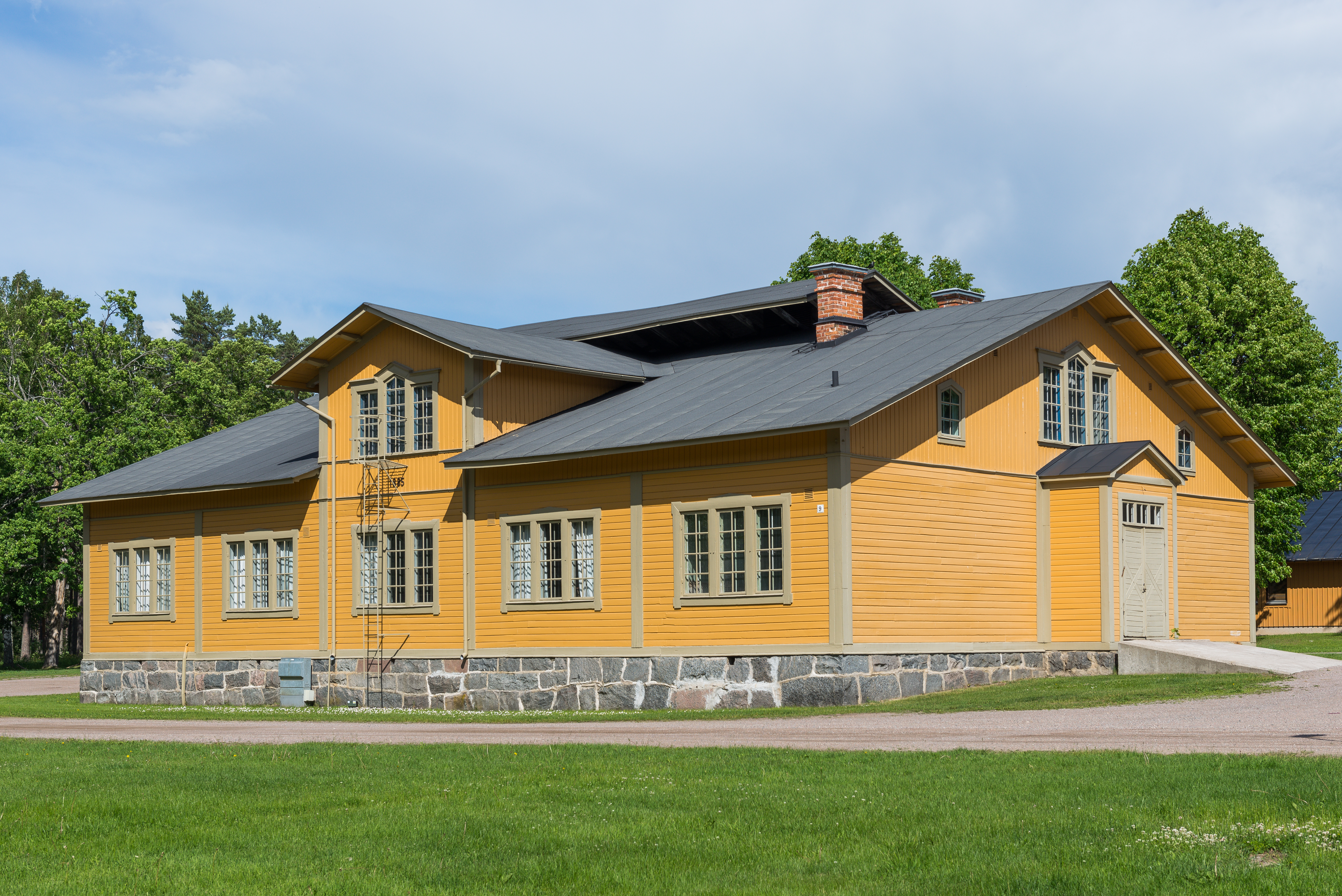
Äldre byggnad, troligtvis en manskapsbarack.
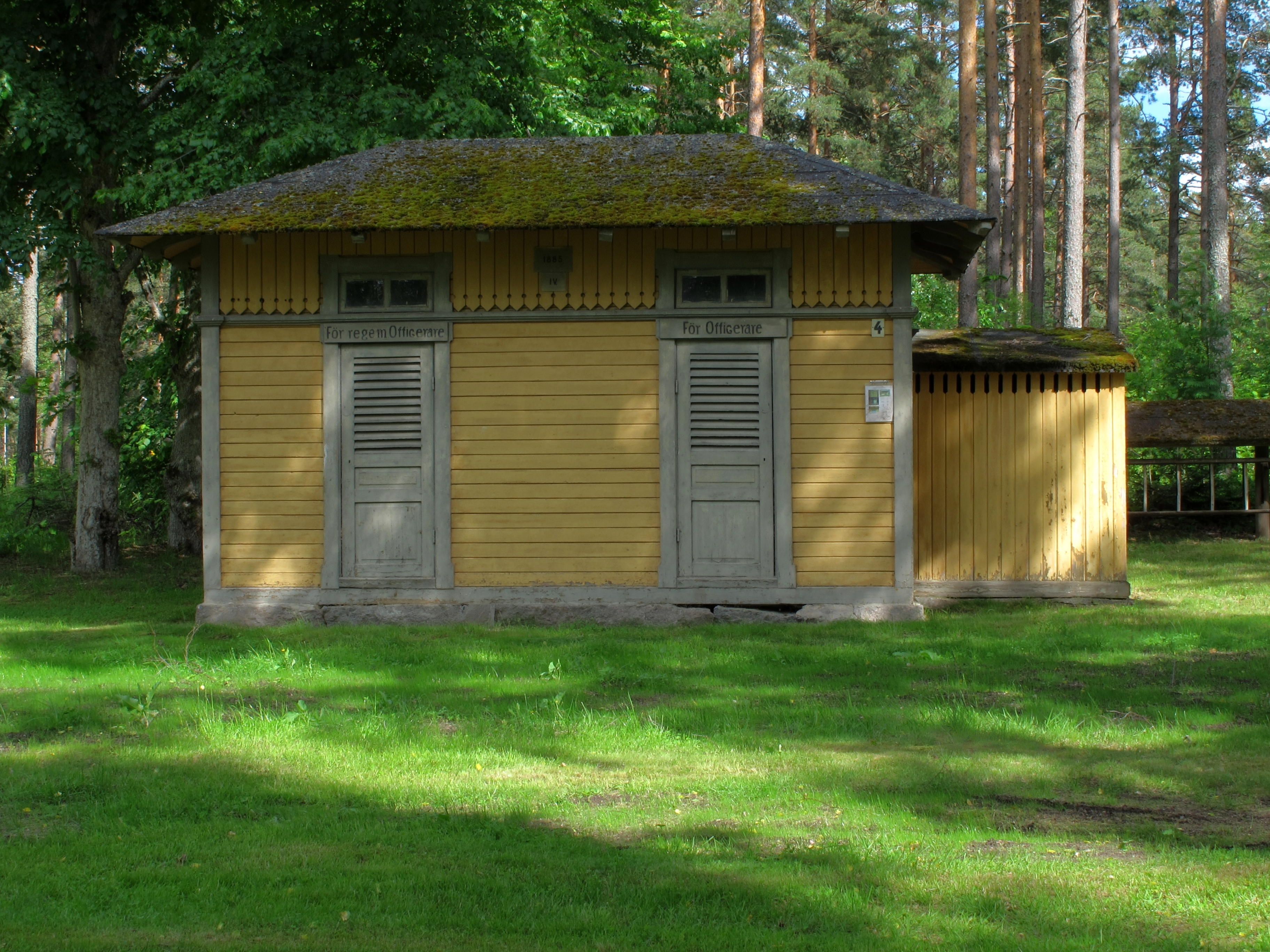
Utedass, det ena för regementsofficerare och det andra för officerare.
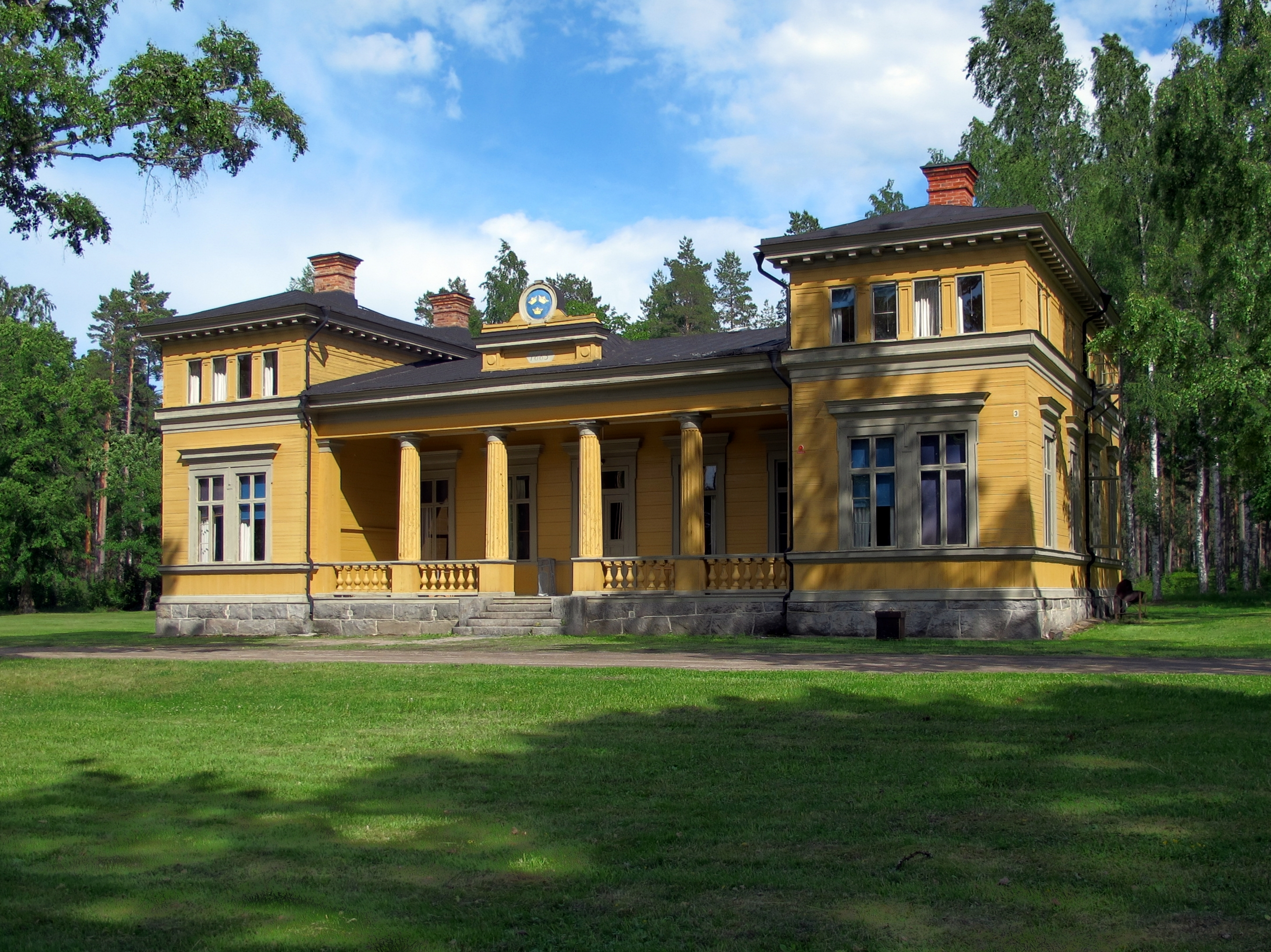
Officerspaviljong från 1885
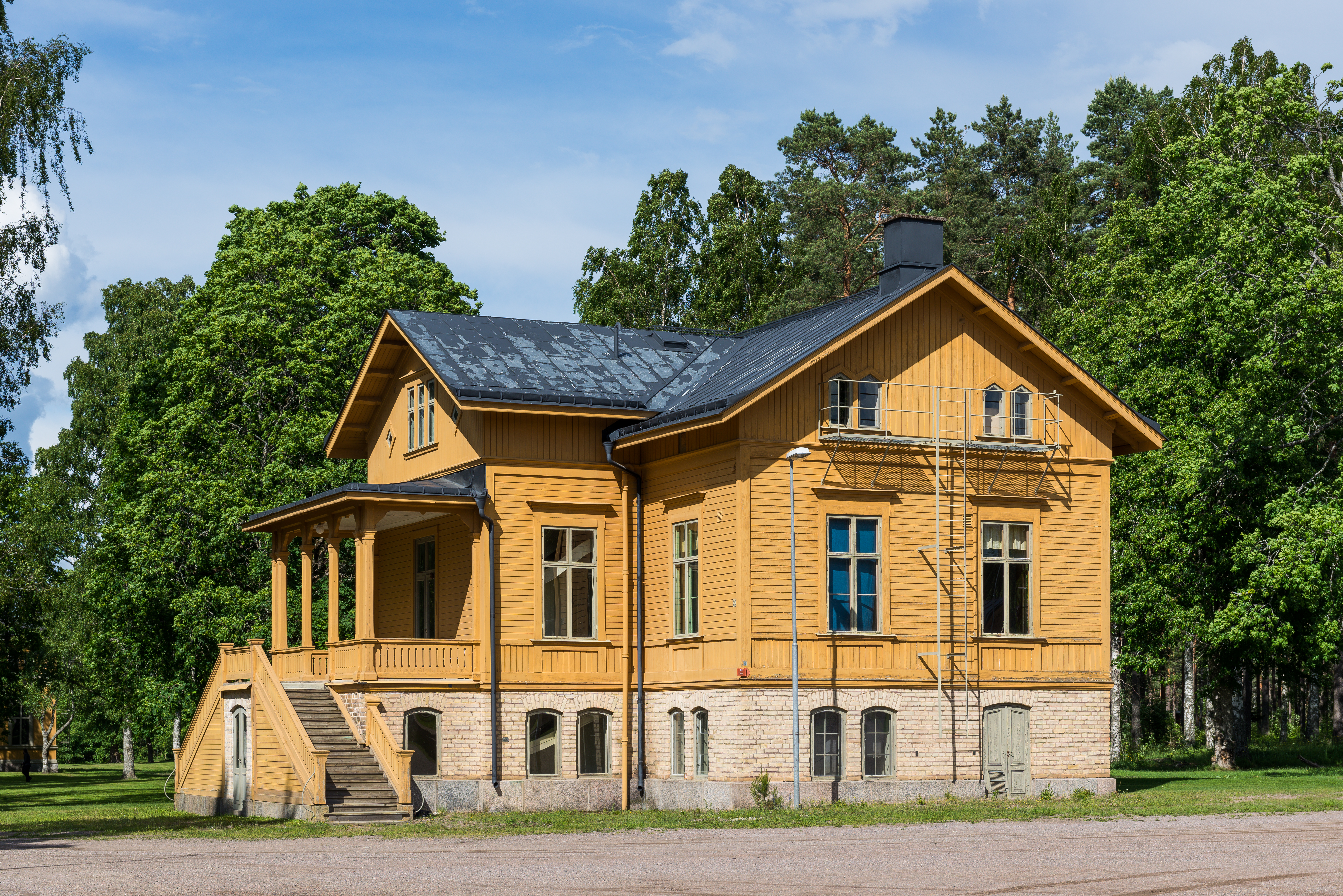
Underofficersmässen.
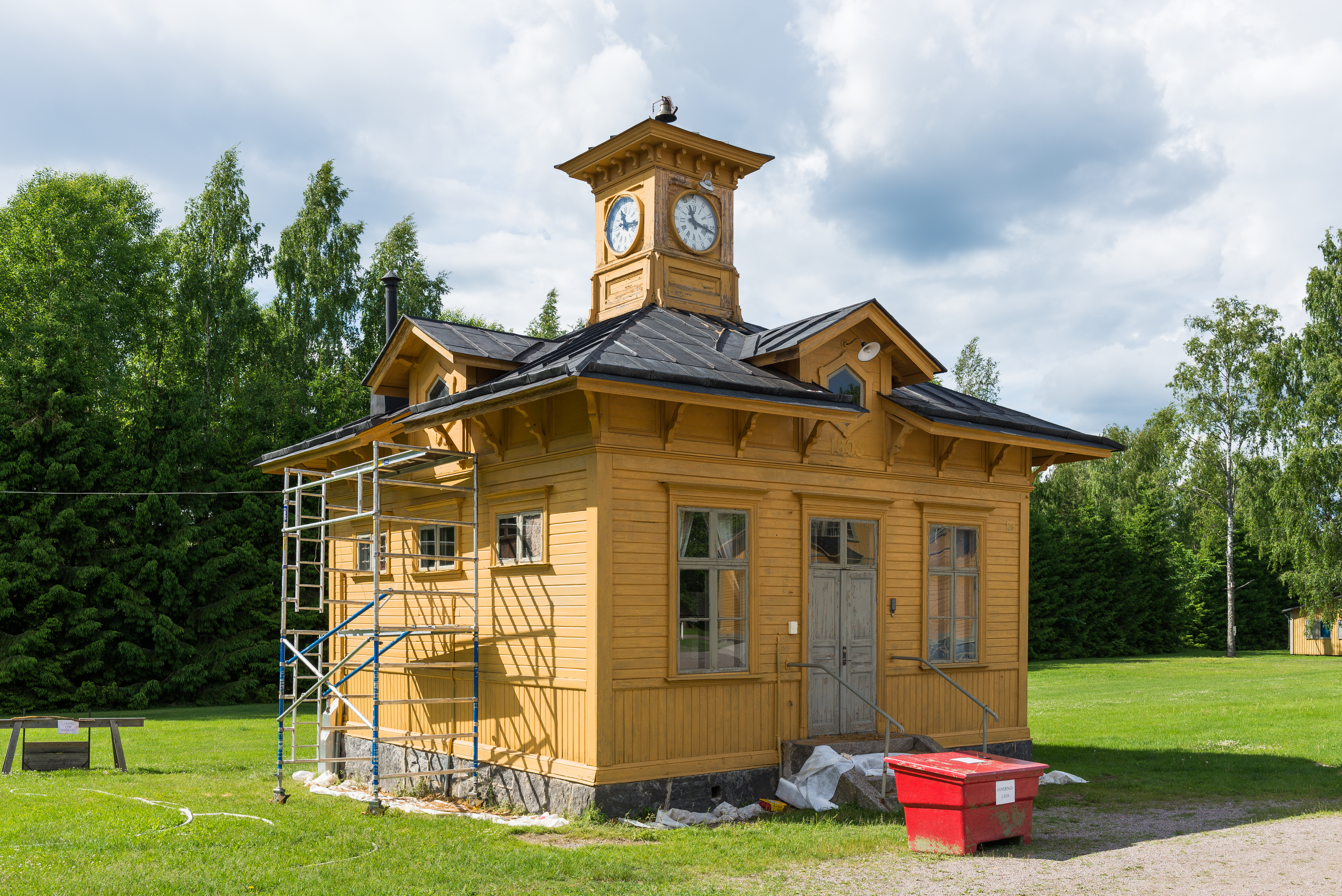
Vakten